# Vivian Vance
Vivian Roberta Jones (Cherryvale, 26 de julho de 1909 – Belvedere, 17 de agosto de 1979), conhecida profissionalmente como Vivian Vance, foi uma atriz de televisão e teatro, além de cantora americana, vencedora do Emmy de melhor atriz coadjuvante em série de comédia, em 1954. Muitas vezes refere-se a ela como a “Mais amada escada da TV americana”. É mais conhecida pela interpretação da personagem Ethel Mertz da sitcom I Love Lucy.
Morreu em 17 de agosto de 1979, aos 70 anos, de câncer ósseo.